# Sebečevo
Sebečevo (izvirno srbsko Себечево) je naselje v Srbiji, ki upravno spada pod Mesto Novi Pazar; slednja pa je del Raškega upravnega okraja.

## Demografija
V naselju živi 619 polnoletnih prebivalcev, pri čemer je njihova povprečna starost 32,0 let (31,1 pri moških in 33,0 pri ženskah). Naselje ima 192 gospodinjstev, pri čemer je povprečno število članov na gospodinjstvo 4,44.
|  |

| Demografija | Demografija     | Demografija     |
| Leto        | Št. prebivalcev | Št. prebivalcev |
| ----------- | --------------- | --------------- |
|             |                 |                 |
|             |                 |                 |
|             |                 |                 |
|             |                 |                 |
| 1948        | 1254            |                 |
| 1953        | 1417            |                 |
| 1961        | 1465            |                 |
| 1971        | 1305            |                 |
| 1981        | 1351            |                 |
| 1991        | 1096            | 1074            |
| 2002        | 1020            | 897             |
|             |                 |                 |

| Etnična sestava po popisu iz leta 2002 | Etnična sestava po popisu iz leta 2002 | Etnična sestava po popisu iz leta 2002 | Etnična sestava po popisu iz leta 2002 | Etnična sestava po popisu iz leta 2002 |
| -------------------------------------- | -------------------------------------- | -------------------------------------- | -------------------------------------- | -------------------------------------- |
| Bošnjaki                               | Bošnjaki                               |                                        | 787                                    | 87,73%                                 |
| Srbi                                   | Srbi                                   |                                        | 102                                    | 11,37%                                 |
| Muslimani                              | Muslimani                              |                                        | 8                                      | 0,89%                                  |
| Neznano                                | Neznano                                |                                        | 0                                      | 0,0%                                   |